# Armoiries de la république du Congo
Les actuelles armoiries de la république du Congo ont été établies par le décret no 63-262 du 12 août 1963, promulgué le 15 août 1963 par l'abbé Fulbert Youlou, alors président de la république. Elles sont successivement abrogées par un décret de la république populaire du Congo en date du 31 décembre 1969 (promulgué le 2 janvier 1970), puis rétablies par un acte de la conférence nationale souveraine signé le 17 mai 1991 et promulgué le 9 juin 1991. Elles sont définitivement adoptées par la Constitution de 2002, puis par celle de 2015.
Ces armoiries se sont composent d'un champ d'or chargé d'une fasce ondée de sinople. Au centre du blason figure un lion (symbole de protection) portant une torche. Soutenu par deux éléphants de sable à défenses d'or, l'écu est surmonté d'une couronne forestière spéciale à sept branches, au bas de laquelle est inscrite en lettres de gueules la dénomination officielle du pays : « République du Congo ». Dans la partie inférieure, un listel d'or porte la devise nationale : « Unité, Travail, Progrès ».

« Décret no 63-262 du 12 août 1963 fixant les armoiries de la République du Congo,
Journal officiel no 19 du 15 août 1963
Le Président de la République,
Chef du gouvernement,
Vu la constitution ;
Le conseil des ministres entendu,
décrète :
Article 1er. — Les armoiries de la République du Congo sont fixées comme suit :
D'or à la fasce ondée de sinople, au lion de gueules, armé et lampassé de sinople, brochant, tenant un flambeau de sable allumé de gueules
Couronne forestière spéciale.
L'écu est supporté par deux éléphants de sable, défendus d'or, mouvant des flancs de l'écu et soutenus par un tronc d'arbre de gueules.
Dans le cercle d'or de la couronne forestière : « République du Congo » en lettres de gueules sur listel d'or.
Devise « Unité - Travail - Progrès » en lettres de gueules sur listel d'or.
Article 2. — Le présent décret sera publié au journal officiel.
Fait à Brazzaville, le 12 août 1963.
Abbé Fulbert Youlou. »

Armoiries de la république du Congo (1963-1970 et depuis 1991)
Emblème de la république populaire du Congo (1970-1991)